# Ján Bahýľ
Ján Bahýľ (ur. 25 maja 1856 w Zvolenskiej Slatinie, zm. 13 marca 1916 w Bratysławie) – słowacki wynalazca, konstruujący głównie maszyny latające.

## Życie
W 1869 roku Bahýľ ukończył Akademię Górnictwa w Bańskiej Szczawnicy (słow. Banská Štiavnica, węg. Selmecbánya) z dyplomem z rysunku technicznego.
Gdy odbywał jednoroczną służbę wojskową, jego przełożeni dostrzegli wprowadzane przez niego ulepszenia techniczne dla wojska Królestwa Węgier. Z tego powodu został przeniesiony do personelu technicznego. Obok wykonywania złożonych zadań budowlanych podczas pobytu w wojsku, Bahýľ mógł studiować w Akademii Wojskowej w Wiedniu. Ukończył studia na Akademii w 1879 i został porucznikiem.
Podczas swego czasu w wojsku Bahýľ był w stanie pracować nad wieloma wynalazkami, z których wiele dotyczyło hydrauliki.

## Wynalazki

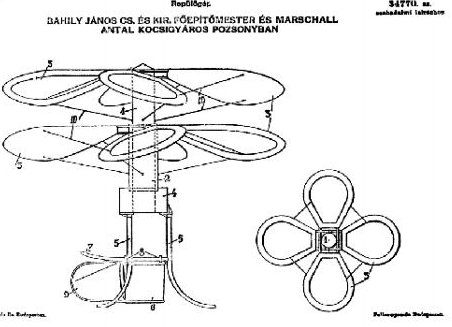
Projekt śmigłowca Jána Bahýľa

Jego pierwszy wynalazek, który został faktycznie sfinansowany z jego własnych pieniędzy, został nazwany czołgiem parowym. Czołg parowy został kupiony przez armię rosyjską.
Bahýľowi zostało przyznane łącznie siedemnaście patentów, w tym wynalazek pompy zbiornikowej, balonu powietrznego połączonego z turbiną powietrzną, pierwszy benzynowy silnik samochodowy na Słowacji (wraz z Antonem Marschallem), helikopter Avion v r. 1905 i winda, wewnątrz wzgórza zamkowego na zamku w Bratysławie.
W 1894 r. zaprojektował balony połączone z turbiną powietrzną.